# Heinrich XXII. (Reuß-Greiz)

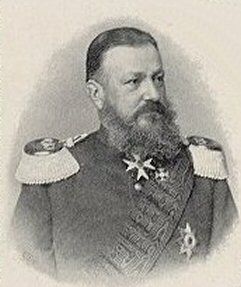
Fürst Heinrich XXII. Reuß

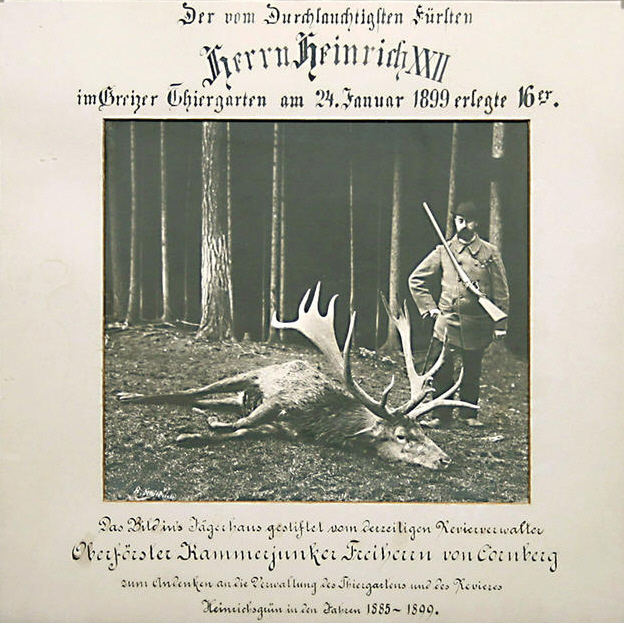
Fürst Heinrich XXII. Reuß mit einem von ihm erlegten Hirsch

Heinrich XXII. von Reuß zu Greiz, Fürst Reuß aelterer Linie, Graf und Herr zu Plauen, Herr zu Greiz, Kranichfeld, Gera, Schleiz, Lobenstein, (* 28. März 1846 in Greiz; † 19. April 1902 ebenda) war von 1859 bis 1902 regierender Fürst des Fürstentums Reuß älterer Linie.

## Leben
Heinrich XXII. war der zweite Sohn von Fürst Heinrich XX. von Reuß zu Greiz und dessen Ehefrau Caroline von Hessen-Homburg.
Weil sein älterer Bruder Heinrich XXI. bereits 1844 verstorben war, bestieg Heinrich XXII. nach dem Tod seines Vaters am 8. November 1859 den Thron, allerdings führte bis zu seinem 21. Geburtstag seine Mutter Caroline die vormundschaftliche Regierung. Als Frau des österreichischen Offiziers Heinrich XX. und Tochter des österreichischen Generals Gustav von Hessen-Homburg war sie antipreußisch eingestellt. Das hatte im Deutschen Krieg 1866 die Besetzung durch preußische Truppen zur Folge. Nach einer Zahlung von 100.000 Talern zogen die Besatzungstruppen am 5. Oktober 1866 wieder ab.
Am 28. März 1867 übernahm Heinrich XXII. die Regierung. Bei dieser Gelegenheit gab er seinem Fürstentum erstmals eine Verfassung. Äußerst unangepasst, versuchte er, absolutistisch zu regieren, und machte sein Fürstentum zu einem Bollwerk des orthodoxen Luthertums. Was sich unter anderem darin äußerte, dass er lutherische Pfarrer aus der kurhessischen Kirche in den Dienst seiner Landeskirche aufnahm, die sich in ihrer Heimat gegen die Einführung der Kirchenunion gestellt hatten. Er blieb während seiner Regierungszeit dem Andenken seiner Eltern treu und blieb im steten Widerspruch zu Preußen. An der Kaiserproklamation in Versailles am 18. Januar 1871 nahm er nicht teil. Deutlich wurde die Antipathie gegen Preußen 1877 bei der Abstimmung über den Sitz des Reichsgerichts, bei dem Reuß’ Stimme den Ausschlag für Leipzig und gegen das preußische Berlin gab. Auch stimmte Reuß gegen die Einführung der Zivilehe und des Bürgerlichen Gesetzbuchs (BGB), gegen die Kulturkampfgesetze und sogar gegen Bismarcks Sozialistengesetze, was Heinrich XXII. den Spitznamen Heinrich der Unartige einbrachte. Bei der Reichstagswahl 1877 deutete er gegenüber seiner Dienerschaft an, dass er die Wahl des sozialdemokratischen Kandidaten jener des nationalliberalen Mitbewerbers vorzöge, da Letzterer den Nationalstaat unterstützte. Insbesondere mit der Rüstungspolitik und der Außenpolitik des Reichs war er nicht einverstanden, so dass unter anderem als einziger Bundesstaat Reuß ä. L. im Bundesrat 1900 gegen die China-Expedition und 1901 gegen den Etat des Auswärtigen Amts sowie gegen den Kolonialetat stimmte.
Trotz aller Vorbehalte gegenüber Preußen war Heinrich Chef des II. Bataillons des Infanterie-Regiments Nr. 96, General der Infanterie sowie seit 3. November 1892 Ritter des Schwarzen Adlerordens.
Heinrich XXII. starb am 19. April 1902. Sein Sohn Heinrich XXIV. war wegen eines in der Kindheit erlittenen Unfalls regierungsunfähig, so dass das Haus Reuß jüngerer Linie die Regentschaft übernahm.

## Nachkommen

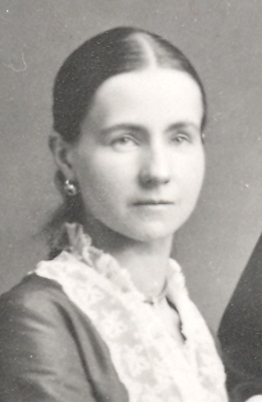
Prinzessin Ida zu Schaumburg-Lippe (1852–1891)

Heinrich XXII. heiratete am 8. Oktober 1872 Ida zu Schaumburg-Lippe (* 28. Juli 1852; † 28. September 1891), Tochter des Fürsten Adolf I. zu Schaumburg-Lippe. Das Fürstenpaar hatte sechs Kinder:
- Heinrich XXIV. (1878–1927)
- Emma Karoline Hermine Marie (* 17. Januar 1881 in Greiz; † 6. Dezember 1961 in Ehrenburg) ⚭ am 14. Mai 1903 in Greiz Erich Graf von Ehrenburg (1880–1930)
- Marie Agnes (* 26. März 1882 in Greiz; † 1. November 1942 in Klagenfurt) ⚭ am 4. Februar 1904 in Greiz Ferdinand Freiherr von Gnagnoni (1878–1955), k. u. k. Rittmeister
- Caroline Elisabeth Ida (1884–1905) ⚭ am 30. April 1903 in Bückeburg Wilhelm Ernst von Sachsen-Weimar-Eisenach (1876–1923)
- Hermine (1887–1947) ⚭ I. (1907) Prinz Johann Georg von Schoenaich-Carolath (1873–1920); ⚭ II. (1922) Ex-Kaiser Wilhelm II. (1859–1941)
- Ida Emma Antoinette Charlotte Victoria (* 4. September 1891 in Greiz; † 29. März 1977 in Droyßig) ⚭ am 6. November 1911 in Greiz Christoph Martin zu Stolberg-Roßla (1888–1949)